# Khepri
În mitologia egipteană, Khepri (sau Khepera, Kheper, Chepri, Khepra) este numele unui zeu principal.  Khepri este asociat cu un Gândac de bălegar (kheper) (sau cu un scarabeu). Khepri a fost un zeu al creației, al mișcării solare și al renașterii. El este reprezentat ca un bărbat cu cap de scarabeu. În unele scrieri despre geneză  Khepri este asociat cu zeul Atum și uneori cu zeul soare Ra care împingea Soarele pe cer zi de zi.